# Westnorwegisches Auswanderungszentrum

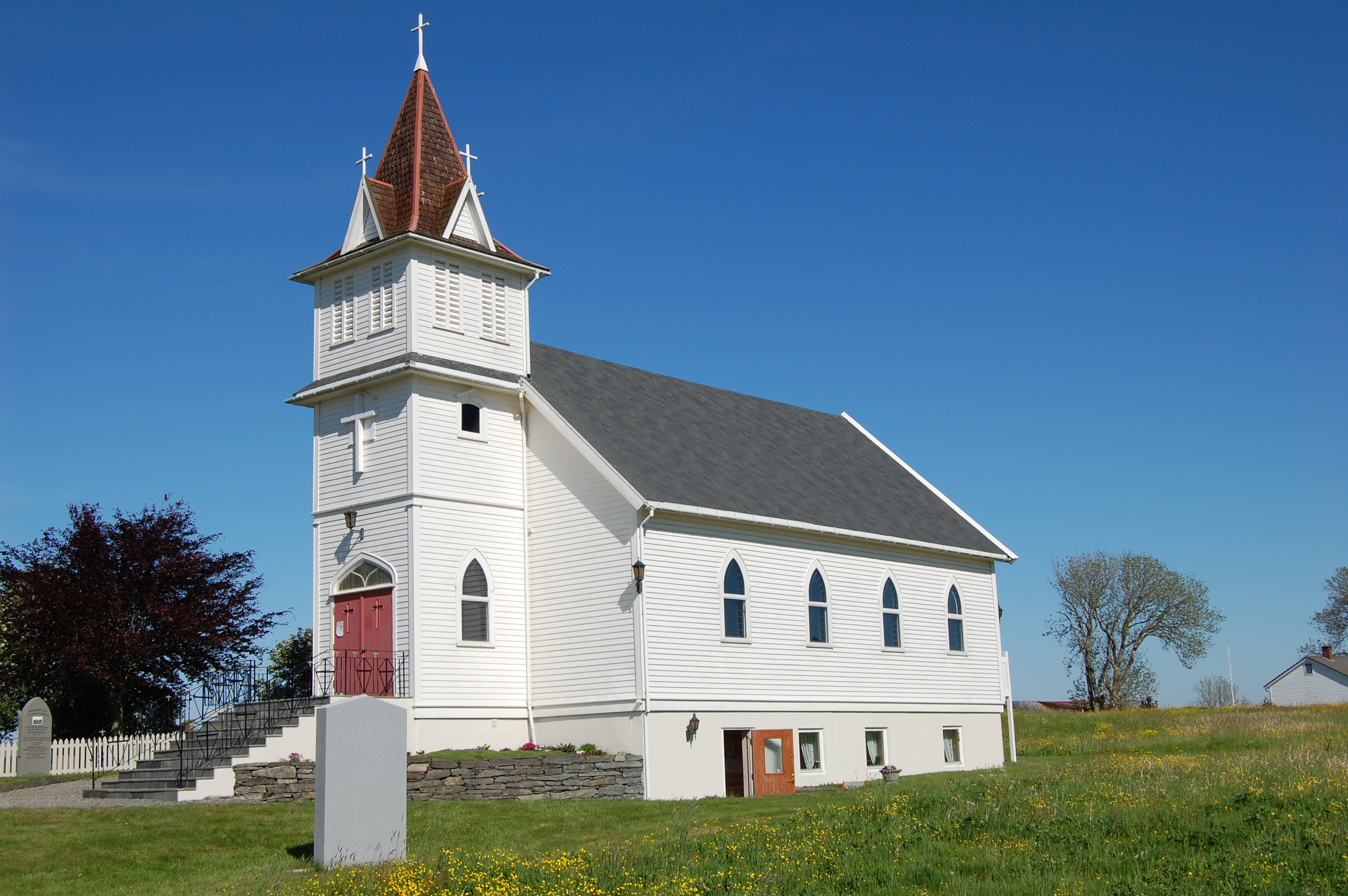
Lutherkirche Brampton

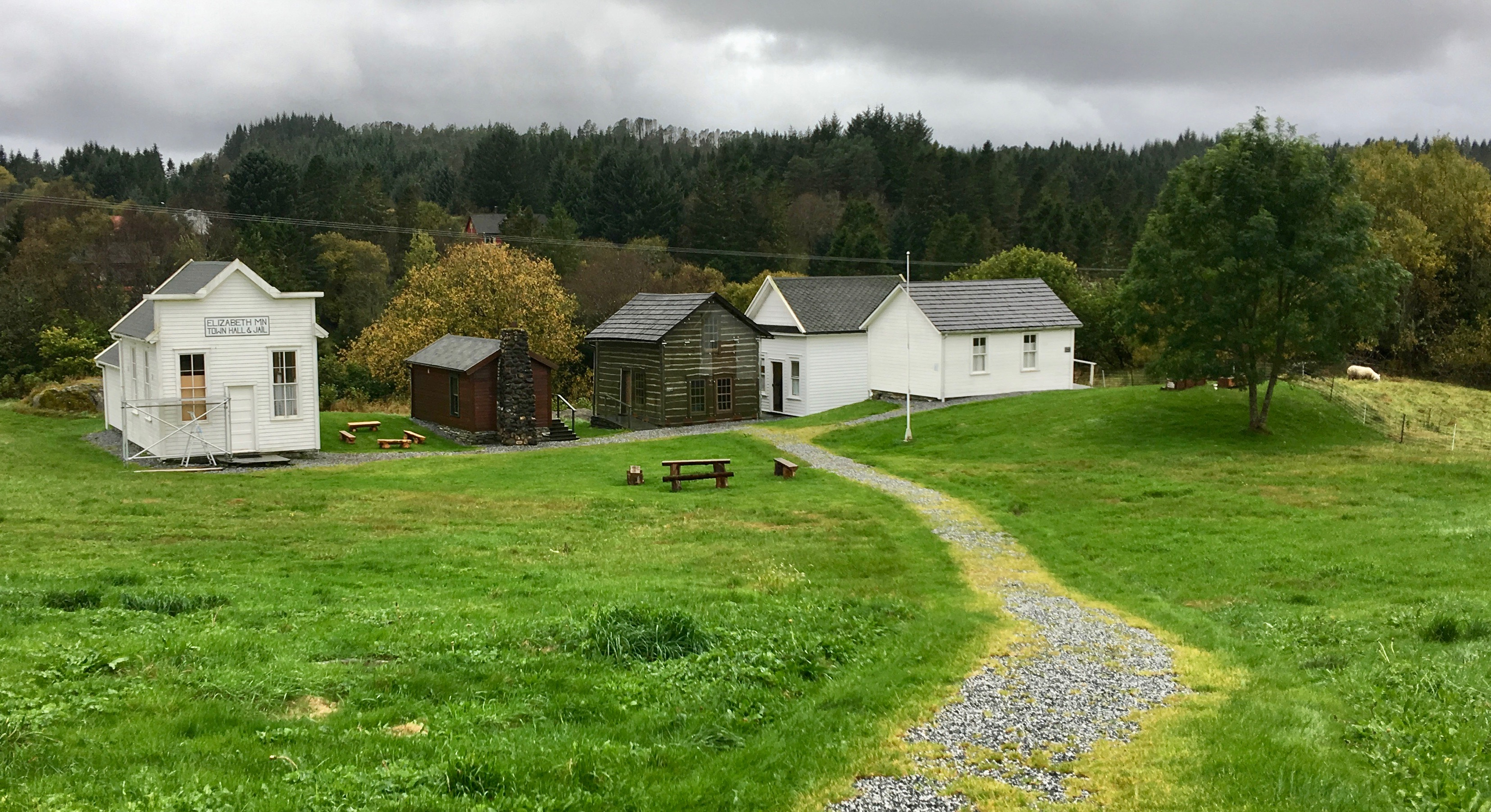
Dorfansicht

Das Westnorwegische Auswanderungszentrum ist ein Freiluft- und Migrationsmuseum in Sletta auf der Insel Radøy in Vestland.
Das Museum besteht aus mehreren Gebäuden, die aus Minnesota und North Dakota nach Sletta gebracht worden sind. Diese für das Ende des 19. und Beginn des 20. Jahrhunderts charakteristischen Gebäude der norwegischen Einwanderung bilden ein Präriedorf und sind:
- Kirche von Brampton, 1997 wiedereröffnet
- Pioneer House von Underwood
- Dorfschule von Marboe
- Lehrerhaus von Brampton
- Arztpraxis von Dr. Serkland
- Gefängnis und Gemeindehalle von Elizabeth